# Léon Carvalho
Léon Carvalho (Port Louis, 18 gennaio 1825 – Parigi, 29 dicembre 1897) è stato un impresario teatrale francese.

## Biografia
Léon Carvaille, nato nelle isole Mauritius, venne portato in Francia, dai suoi genitori, in tenera età. Egli studiò al Conservatoire de Paris dove si diplomò in canto come baritono e cantò all'Opéra-Comique nel periodo 1850-1855, dove incontrò il soprano Marie Caroline Miolan che sposò nel 1853.
All'Opéra-Comique nel 1851 è Utobal in Joseph di Étienne Nicolas Méhul, nel 1852 canta nella prima assoluta di Marco Spada di Daniel-François-Esprit Auber e nel 1854 Yermoloff nel successo della prima assoluta di L'étoile du nord di Giacomo Meyerbeer alla presenza di Napoleone III di Francia e dell'Imperatrice Eugenia de Montijo.
Egli smise di cantare ed assunse la direzione del Théâtre Lyrique il 1º maggio 1856, dove mise in cartellone opere di Beethoven, Mozart, Rossini, Weber, ma cosa molto importante, aprì le porte del teatro a un gruppo di nuovi compositori francesi come Berlioz, Gounod, Bizet, Saint-Saëns, Delibes. 
Inoltre portò in scena discutibili versioni francesi di quattro opere di Verdi, Rigoletto (1863), Violetta (versione francese della Traviata, 1864), Macbeth (1865) e Le bal masqué (versione francese di Un ballo in maschera, 1869), operando una trasformazione che avvicinò sensibilmente gli allestimenti verdiani al modello di quelli dell'Opéra, rendendo ancora più popolare il teatro verdiano in Francia. Nel 1856 al Théâtre Lyrique curò la regia delle prime assolute di Falstaff di Adolphe Adam, con Antonio Tamburini, in gennaio e di Mam'zelle Geneviève in marzo, di Louis-Aimé Maillart nel successo di Les dragons de Villars in settembre e di Victor Massé La reine Topaze affidando la parte, come sovente faceva, alla moglie Marie Caroline Miolan-Carvalho.
Carvalho ebbe il pregio di far conoscere nuovi compositori rappresentando i loro lavori, ma al tempo stesso aveva la mania di voler modificare opere celebri, richiedendo a collaboratori di cambiare partiture o libretti. Pretese, ad esempio, di cambiare il Così fan tutte mozartiano facendo scrivere un nuovo libretto tratto da opere di Shakespeare.
Agli inizi del 1868 Carvalho diede inizio ad un'altra stagione d'opera al Théâtre de la Renaissance. L'iniziativa si rivelò poco azzeccata ed egli fu costretto a dichiarare bancarotta il 6 maggio del 1868 costringendolo a lasciare l'incarico in entrambi i teatri.
Carvalho andò quindi a dirigere il Théâtre du Vaudeville. Nonostante il genere principale degli spettacoli fosse il teatro di prosa, egli iniziò a rappresentare anche il melodramma. A questo scopo commissionò a Bizet di scrivere la musica per il lavoro di Alphonse Daudet L'Arlésienne il 1º ottobre 1872.
Divenne poi il direttore dell'Opéra-Comique nel 1876, e nonostante egli promuovesse diverse nuove opere, la sua scelta del repertorio divenne conservatrice, enfatizzando il tradizionale repertorio francese. Comunque produsse anche le prime rappresentazioni di Les Contes d'Hoffmann, Lakmé, Manon e Le roi malgré lui, e nel secondo periodo di gestione dal 1891 Le Reve e L'attaque du moulin. Carvalho ripropose anche Carmen all'Opera-Comique nel 1883, per la prima volta in una versione ridotta, e poi con protagonista Galli-Marié, riprendendo alcune parti tagliate.
Nel 1884 decise di rappresentare a Parigi Lohengrin e a questo scopo visitò Vienna per studiare sul luogo la produzione dello spettacolo. Ma a seguito di una violenta campagna di stampa fu costretto a bloccare il progetto agli inizi del 1886.
Dopo l'incendio della Salle Favart nel 1887, che causò la morte di 131 persone, egli venne ritenuto responsabile, condannato per negligenza e messo in prigione. Nel successivo appello venne poi assolto e reintegrato nella direzione del teatro nel 1891 dove continuò a proporre nuovi talenti.
La sua natura stravagante, dal punto di vista della condotta personale, ed il suo lavoro di impresario lo condussero a contrarre molti debiti che spesso non pagò dichiarando fallimento.